# Алистрати (Охридско)
 Тази статия е за бившето село в Охридско, Северна Македония,.  За селото в Сярско, Гърция, вижте Алистрат.  
Алистрати (на македонска литературна норма: Алистрати) е бивше село в община Дебърца на Северна Македония.

## География
Гъбавци е било разположено в днешното землище на село Требенища, източно от селото в посока Ливоища. Местността днес е известна на жителите на Требенища като Али Страги.

## История
Селото е регистрирано в турски документи от края на XVI век. В османски обширен дефтер за Охридска нахия от 1536 – 1539 година името на селото е Ахи Страник и в него има 12 християнски семейства и 1 ерген. В обширния дефтер за нахията от 1582 – 1583 – името на селото е Ахи Испраник и в него има 11 християнски семейства и 1 имот.
В XIX век селото е чисто българско. В „Етнография на вилаетите Адрианопол, Монастир и Салоника“, издадена в Константинопол в 1878 година и отразяваща статистиката на населението от 1873 година, Алистрати е посочено два пъти - веднъж като Ali-strati, село с 5 домакинства и 18 жители българи и втори път като Alistrati, село с 12 домакинства и 48 българи.
Според статистиката на Васил Кънчов („Македония. Етнография и статистика“) от 1900 година Алистрати е населявано от 50 жители, всички българи.